# 拉哈爾卡區
6°28′59″S 77°43′01″W / 6.48306°S 77.71694°W
拉哈爾卡區暨洒犁迦区（西班牙語：或Xalca）是秘魯的一個區，位於該國北部亞馬遜大區的查查波亞斯省，面積380.4平方公里，海拔高度2,800米，2005年人口5,245，人口密度每平方公里14人。
晒犁迦区是西班牙人最早建立殖民点的地区之一，与同省的马格达莱娜区共同为晒犁迦勾罗迦域（西班牙語：el Curacazgo de la Xalca）的所在地，是原住民查查波亚文化的核心区。